# 复旦附中海外基金会
复旦附中海外基金会（英語：Fudan Fuzhong Overseas Foundation）是一家美国非营利慈善组织和基金会。

## 历史
2006年10月由一群复旦大学附属中学校友创建于美国纽约市，随后搬迁至斯坦福 (康涅狄格州)。每年复旦大学附属中学都会派出60多名毕业生到海外继续深造，还有数百名毕业生会到中国各大高等教育机构学习。基金会致力于建立一个支持中国学生教育发展和海外校友社区。